# 우석중학교
우석중학교(友碩中學校)는 대한민국 강원특별자치도 춘천시 석사동에 있는 공립 중학교이다.

## 학교 연혁
- 1996년 9월 19일 : 우석여자중학교 설립인가 (24학급)
- 2000년 3월 1일 : 초대 최재혁 교장 부임
- 2000년 3월 2일 : 제1회 입학식
- 2000년 6월 14일 : 개교기념일 행사
- 2001년 10월 11일 : 급식소 신축 (300석 규모)
- 2003년 2월 14일 : 제1회 졸업식 (298명)
- 2014년 3월 1일 : 우석중학교로 명칭 변경
- 2022년 9월 1일 : 제12대 최창호 교장 부임
- 2025년 1월 6일 : 제23회 졸업식(220명)
- 2025년 3월 4일 : 제26회 입학식(9학급 261명)

## 참고 자료
- 우석중학교 - 한국교육학술정보원 학교알리미